# ヨーロッパダケカンバ
ヨーロッパダケカンバ（欧州岳樺、学名: Betula pubescens）は、北ヨーロッパ、アイスランド、北アジア、グリーンランド原産のカバノキの一種。ヨーロッパシラカバとも呼ばれる。

## 特徴
高さ10-20メートル（稀に27メートル）に成長する落葉樹である。細長い樹冠、幹の直径は70センチメートル（例外的に1メートル）、樹皮は滑らかであるが鈍い暗い灰白色で、水平の細かい皮目がある。葉は鋭い卵形で、長さ2-5センチメートル、幅1.5-4.5センチメートル、縁は細かい鋸歯状である。花は風媒尾状花序で、葉が出る前の早春に咲く。ぶら下がり円筒状に集積した長さ1-4センチメートル、直径5-7センチメートルの果実は、成熟するとくずれ、個別の種子が放たれる。これらはそれぞれ長さ2ミリメートルの2枚の小さな羽を横に持っている。

### 種同定
ヨーロッパダケカンバはシラカンバ（白樺、B. pendula）と近縁であり、しばしば混同される。多くの北米の教科書はこの2つの種を同種として扱っているが、ヨーロッパでは異なる種であるとされている。
ヨーロッパダケカンバは滑らかで綿毛に包まれた芽生えを有しており、無毛でいぼ状ののシラカンバと区別することができる。ヨーロッパダケカンバの樹皮は鈍い灰色がかった白色であるが、シラカンバの樹皮は薄く、黒い裂け目があり目立つ白色である。葉の縁もまた異なっている。ヨーロッパダケカンバの葉の縁は細かい鋸歯状であるのに対して、シラカンバの葉の縁は粗い鋸歯状である。これら2種は細胞学的にも区別できる。シラカンバは2倍体（2組の染色体を持つ）が、ヨーロッパダケカンバは4倍体（4組の染色体）である。生息場所要求にも違いがある。ヨーロッパダケカンバは粘土あるいは泥炭湿原といった湿った水捌けの悪い土地で見られるが、シラカンバは乾燥した砂質土で主に見られる。

### 分布

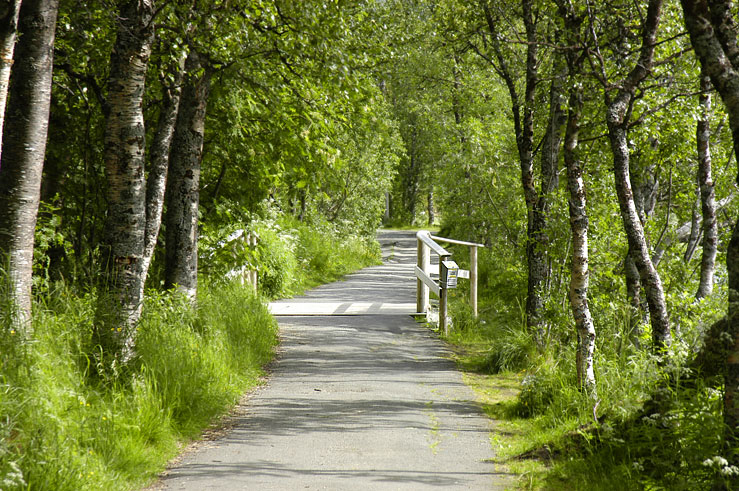
北極圏内のトロムソの湖を囲む道の近くのヨーロッパダケカンバ。

ヨーロッパダケカンバは他のどの広葉樹よりも北極近くの北まで広がっている。亜寒帯個体の標本は大抵小型で非常にねじれており、「亜寒帯」ヨーロッパダケカンバ（Betula pubescens subsp. tortuosa）としてしばしば区別される。この亜種はアイスランドおよびグリーンランドの原産の唯一の樹木として重要であり、大きな標本は13メートルにも達する。

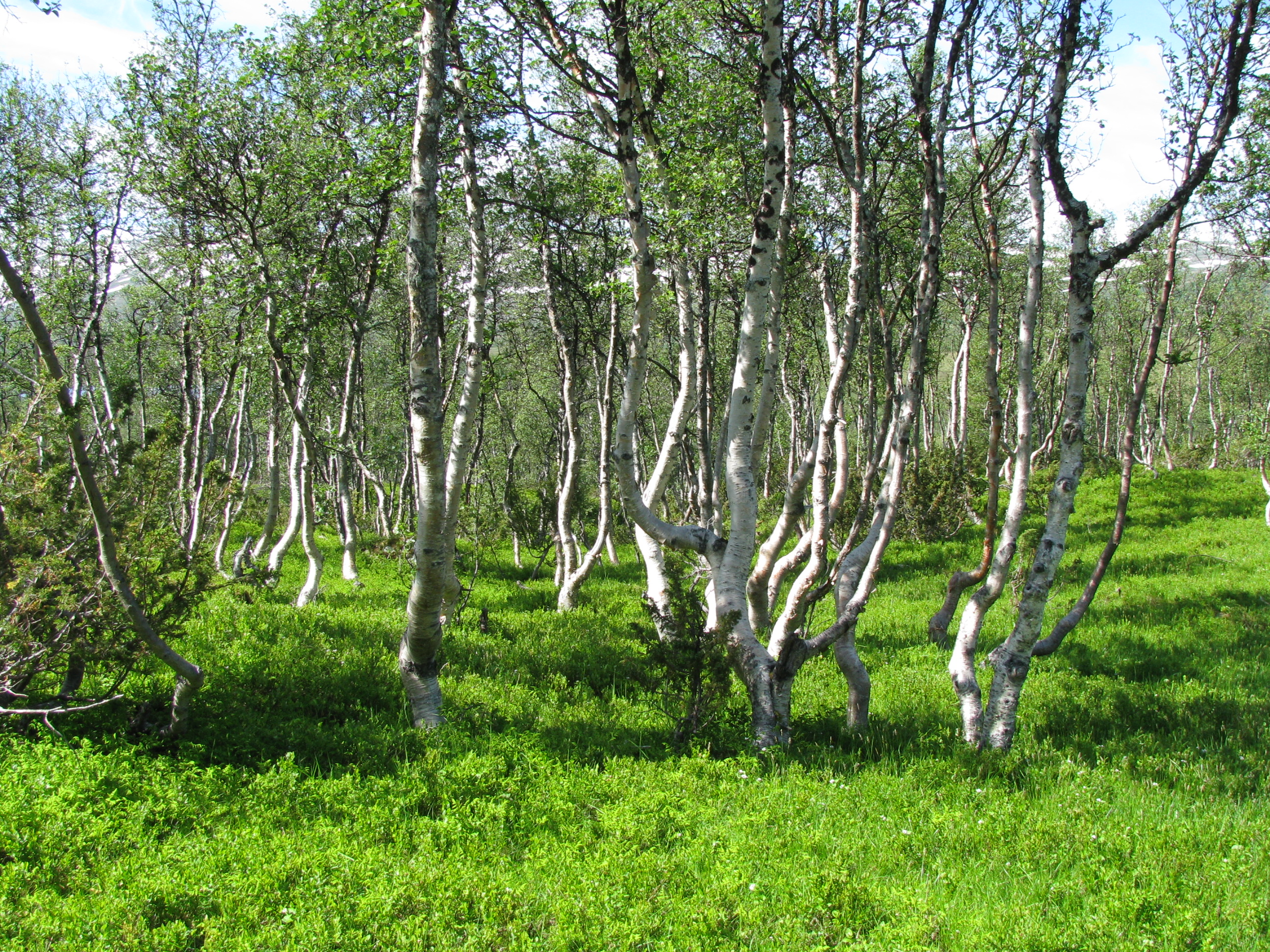
ヨーロッパダケカンバの亜種はスカンジナヴィアのほとんどで高木限界線を形成している。

## 栽培品種
- Pendula - 幹があり枝下品種[2]
- Pendula Nana - 傘状で幹がない枝下品種[2]

## 利用
スウェーデンでは、カバノキの樹皮は磨かれ、パンの形を作るのに使われる。かつて樹皮の除去が非常に広まっていたため、カール・フォン・リンネは森林の生存について懸念を示した。